# Полицейская тачка
«Полицейская тачка» (англ. Cop Car) — американский остросюжетный фильм 2015 года режиссёра Джона Уоттса. Сценарий написан самим Уоттсом и Кристофером Фордом.

## Сюжет
Два мальчика, Трэвис и Харрисон, прогуливаясь по полю, замечают в небольшой роще полицейскую машину. Сперва они думают, что полицейские за ними наблюдают, однако затем обнаруживают, что автомобиль пуст. Трэвису удается открыть дверь водителя. Мальчики залезают внутрь и начинают играть в полицейских. Трэвис случайно находит спрятанные ключи и решает угнать машину. Харрисон обращает его внимание на пустую бутылку, стоящую на капоте и говорит, что хозяин вернется. Тем не менее Трэвис заводит автомобиль и на пару с Харрисоном уезжает.
Далее показываются события, предшествующие угону. В рощу приезжает Митч Кретцер — шериф округа Куинлэн. Он снимает форму, после чего достаёт из багажника тело и тащит его в рощу. Шериф сбрасывает тело в тайную яму, а затем высыпает туда мешок с известью. Он возвращается обратно и понимает, что машина пропала. Тогда Митч звонит диспетчеру и говорит, что его рация барахлит, а также просит отныне связываться с ним по телефону. После этого он бежит к себе домой.
Мальчики тем временем гоняют на угнанной машине по просёлочной местности и доезжают до асфальтированной дороги. Они выбивают с помощью машины запертые ворота и выезжают на шоссе. Странные пируэты полицейской машины замечает Бев — женщина, ехавшая навстречу. Едущие по встречной полосе мальчики едва не врезаются в неё.
Шериф наконец добегает до стоянки, где с помощью шнурков и терпения угоняет машину. По пути через город его останавливает полицейский на мотоцикле. Митч звонит диспетчеру и сообщает о подозреваемом, которого он якобы наблюдает. Бев останавливается у придорожного кафе и сообщает находящимся там полицейским о машине, которую она видела на шоссе. Шериф наконец добирается до своего дома, где стоит его пикап с ещё одной рацией. Ему звонит диспетчер и сообщает, что у них появилась информация о похищенной полицейской машине, которой управляют десятилетние дети. Кретцер убеждает диспетчера, что это ложный сигнал, и просит, в связи с «неполадками радиосвязи», временно переключить всех полицейских округа на другую частоту. После того как старый канал становится свободен, он пытается поговорить с мальчиками, но они не отвечают. В это время мальчики, остановившись на обочине, играют с полицейской лентой. Трэвис пытается проверить найденный в машине бронежилет, надев его на Харрисона, но, к счастью, он не может снять автомат М4 с предохранителя. Он думает, что в автомате кончились патроны и идёт к машине, чтобы их найти. Харрисон прячет пистолет шерифа в карман куртки. Дойдя до машины, Трэвис слышит слова шерифа о том, что угон полицейской машины является уголовным преступлением и будет лучше, если мальчики просто вернут машину хозяину. Харрисон хочет бросить машину. В этот момент мальчики слышат шум из багажника и, открыв его, находят мужчину в крови. Он уверяет их, что шериф является преступником, и просит его освободить. Кретцер в это время дома избавляется от наркотиков. Освобождённый мальчиками мужчина, угрожая оружием, заставляет их связаться с шерифом и сообщить ему своё местонахождение. Митч говорит, что мальчики поступили правильно, после чего вытаскивает из заначки «Узи» и деньги и уезжает.
Посадив мальчиков на заднее сидение, мужчина из багажника находит место для стрельбы. Шериф прибывает на место и подходит к машине. Разговаривая с мальчиками, он понимает, что что-то не так, и прячется за машину. Женщина, с которой мальчики чуть не столкнулись на дороге, тоже подъезжает к этому месту. Она подходит к машине и замечает шерифа, который говорит ей, что его ранили, и просит помочь ему найти ключи на другой стороне дороги. Когда женщина замечает спрятавшегося мужчину из багажника, он в неё стреляет. Завязывается перестрелка, в ходе которой шериф и мужчина попадают друг в друга и падают без сознания. Мальчикам удаётся выбраться из машины, прострелив окно из пистолета, но первая пуля рикошетом ранит Трэвиса. Харрисон садится за руль и уезжает с Трэвисом на заднем сиденье. В это время шериф приходит в себя и пытается их догнать на своей машине, но врезается в корову. Харрисон едет к городу и, услышав диспетчера по рации, просит о помощи.

## В ролях
- Кевин Бейкон — шериф Митч Кретцер
- Джеймс Фридсон-Джексон — Трэвис
- Хэйс Уэллфорд — Харрисон
- Ши Уигхэм — Беглец
- Кэмрин Мангейм — Бев
- Кира Седжвик — диспетчер (голос)

## Критика
Фильм получил преимущественно положительные отзывы кинокритиков. На сайте Rotten Tomatoes фильм имеет рейтинг 79 % на основе 72 рецензий со средней оценкой 7 из 10.

## Съёмки
Съёмки проходили летом 2014 года в округе Эль-Пасо штата Колорадо. Автомобиль шерифа — полицейская версия Ford Crown Victoria второго поколения. Округ Куинлан (англ. Quinlan County) является вымышленным. Номерной знак автомобиля относится к штату Колорадо.